# Кирка
| Инженерно оборудване за тайвански тренировъчен център, 2012 |  | Кирка |
| Инженерно оборудване за тайвански тренировъчен център, 2012 |  | Кирка |

 Тази статия е за инструмента.  За нимфата от гръцката митология вижте Цирцея.  
Кирката (или търнокоп) е сечиво за копаене с дълга дръжка и метална глава, закрепена напречно на дръжката в единия ѝ край. Понякога и двата върха на главата са заострени, понякога единият е сплеснат и напомня шпатула или длето.
Кирката служи за разрохкване или разбиване на късове на изкопавания материал. Острият връх може да се използва за разбиване на твърди материали (камъни, бетон), докато сплеснатият е предназначен за разсичане на корени.
Първоначално използвани като земеделски сечива още от праисторическите култури, с течение на времето кирките намират и редица други приложения — в минното дело, като оръжия по време на война и др.